# Statistiska centralbyrån
Statistiska centralbyrån (SCB, bureau central de la statistique) est l'office suédois de la statistique. Il est chargé de la production et de l'analyse des statistiques officielles en Suède. Son directeur général, depuis 2017, est Joakim Stymne.